# Éric Bachelart
Pas d'image ? Cliquez ici
Éric Bachelart, né le 28 janvier 1961 à Bruxelles, est un pilote automobile belge, devenu fondateur et directeur de l'équipe Conquest Racing depuis 1997.

## Biographie
Éric Bachelart commence sa carrière en monoplace dans les formules de promotion en 1984. Il concourt dans des championnats nationaux de Formule Ford et de Formule 3 pendant plusieurs années, terminant notamment troisième du championnat de France avec une victoire en 1987. À partir de 1988, il passe en voitures de tourisme, terminant vice-champion de Belgique sa première année, alors qu'en Formule 3000, il participe à deux épreuves sans pouvoir se qualifier pour la course.  En 1990, il part aux États-Unis, et remporte le championnat Indy Lights en 1991. 
Il passe les années suivantes entre le CART aux États-Unis, et le championnat de Belgique de voitures de tourisme. Il ne trouve pas le succès escompté en CART, terminant à trois reprises dans le top 10 en 24 courses, et se qualifiant à deux reprises pour les 500 miles d'Indianapolis. Il participe à deux reprises aux 24 Heures du Mans en 1993 et 1996, terminant 25e en 1993.
En 1997, il fonde son écurie Conquest Racing, qu'il engage en Indy Lights. Fin 2001, avec pour pilote Laurent Redon, Conquest Racing passe en Indy Racing League. Débutant de l'année en 2002, Conquest passe en CART l'année suivante. Après la fusion Champ Car/Indy, l'équipe évolue en IndyCar Series jusqu'en 2011. Après une année en endurance, l'écurie ne s'engage plus en sport automobile.
En 2016, Bachelart devient directeur de Scuderia Corsa. En 2018, Éric Bachelart co-fonde avec Alexandre Prémat, Quest Racing en Michelin Pilot Challenge. En 2019, Conquest Racing effectue son retour en LMP3 dans le championnat IMSA Prototype Challenge.

## Palmarès
- 3e du championnat de France de Formule 3 en 1987
- Vice-champion de Belgique de voitures de tourisme en 1988
- 3e du championnat de Belgique de voitures de tourisme en 1989
- Champion d'Indy Lights en 1991
- 3e du championnat de Belgique de voitures de tourisme en 1993